# Watashitachi Rashii Rule
 (mars 2012).
Si vous disposez d'ouvrages ou d'articles de référence ou si vous connaissez des sites web de qualité traitant du thème abordé ici, merci de compléter l'article en donnant les références utiles à sa vérifiabilité et en les liant à la section « Notes et références ».
Singles de Wink
Cherie Mon Cherie
(1994) Jive Into the Night
(1995)
Watashitachi Rashii Rule (私たちらしいルール) est le 23e single de Wink.

## Présentation
Le single sort le 1er mars 1995 au Japon sous le label Polystar, trois mois seulement après le précédent album du groupe, Voce. Il atteint la 46e place du classement de l'Oricon, et reste classé pendant trois semaines ; il se vend à 16 000 exemplaires pendant cette période, l'une des plus faibles ventes d'un disque du groupe.
Les deux titres du single figureront sur l'album Flyin' High qui sortira quatre mois plus tard. La chanson-titre, écrite par Yasushi Akimoto, a été utilisée comme thème de fin du drama Koibito wo Tsukuru Hyaku no Mahō. Elle figurera aussi sur les compilations Reminiscence de fin d'année et Wink Memories 1988-1996 de 1996.

## Liste des titres
| 1. | Watashitachi Rashii Rule (私たちらしいルール)                             | Yasushi Akimoto / Machimichi Sugi |  |
| 2. | Kore ga Koi to Yobenakute mo (これが恋と呼べなくても)                     | Rui Serizawa / Melo Osny          |  |
| 3. | Watashitachi Rashii Rule (Original Karaoke) (...オリジナル・カラオケ)     | instrumental / Machimichi Sugi    |  |
| 4. | Kore ga Koi to Yobenakute mo (Original Karaoke) (...オリジナル・カラオケ) | instrumental / Melo Osny          |  |